# دوماشین (ناحیه خوموتوف)
دوماشین (به چکی: Domašín) یک منطقهٔ مسکونی در جمهوری چک است که در ناحیه خوموتوو واقع شده‌است. دوماشین ۱۵٫۷۹ کیلومتر مربع مساحت و ۱۳۴ نفر جمعیت دارد و ۵۶۸ متر بالاتر از سطح دریا واقع شده‌است.